# Larissa Manoela
Larissa Manoela Taques Elias Santos (Guarapuava, 28 de diciembre de 2000) es una actriz, cantante, modelo, escritora y locutora brasileña, una de las celebridades audiovisuales infantiles y juveniles más famosas, habiendo construido una exitosa carrera en televisión, cine y streaming desde pequeña, y una de las actrices más famosas de Brasil con más de 50 millones de seguidores en línea. 
Es conocida por interpretar a María Joaquina en Carrossel, las gemelas Isabela y Manuela en Cúmplices de um Resgate y Mirela en As Aventuras de Poliana (SBT). En 2022 debutó en TV Globo en la telenovela Além da Ilusão, donde interpretó a Elisa e Isadora, dos hermanas en distintas etapas. Comenzó su carrera a los cuatro años cuando un contratista de la agencia de modelos Projeto Passarela en un supermercado, notó su talento y decidió hacer un libro de fotos y enviarla al mercado.

## Biografía
Larissa Manoela Taques Elias dos Santos nació en Guarapuava, Paraná, el 28 de diciembre de 2000. Es hija única de Silvana de Jesus Taques Elias dos Santos, pedagoga de ascendencia veneto-italiana, con Gilberto Elias dos Santos, consultor inmobiliario. y agente con raíces en la ciudad portuguesa de Porto. Comenzó su carrera a la edad de cuatro años cuando un contratista de la agencia de modelos Projeto Passarela en un supermercado notó su talento y decidió hacer un libro de fotografías y la envió al mercado. Para buscar un mercado más grande, la familia se mudó a São Paulo, después de volar entre Paraná - Río de Janeiro - São Paulo durante dos años por motivos de trabajo.

## Vida personal
Durante las grabaciones de la telenovela Carrusel, salió con el actor Thomaz Costa, luego empezó a salir con el actor João Guilherme Ávila y luego retomó su relación con Thomaz Costa, En 2017 comenzó a salir con el actor Léo Cidade con quien permaneció hasta 2021, En 2022 comenzó a salir con André Luiz Frambach, con quien se casaría un año después, el 17 de diciembre de 2023.

## Trayectoria
Su carrera en televisión inició a los 6 años en la serie GNT en la que interpretaba a sí misma. Meses después fue seleccionada para panticipar en la obra teatral A Noviça Rebelde como Gretl, que se estrenó en 2006. En 2010 interpretó a Dalva (de niña) enDalva y Herivelto: una canción de amor. Fue Lequinha en Na Fama e Na Lama. En el teatro musical Gypsy interpretó a Baby June. En el mismo año prestó su voz al personaje Narizinho en la serie animada El Rancho del Pájaro Amarillo. En 2011 ocupó el cargo en su primera película, That Bird Damn será dirigida por Paula Fabiana y Adrián Steinway y de la película O Palhaço con el papel de Guilhermina, dirigida y protagonizada por Selton Mello.
También en 2011, participó en teatro con la obra La bruja de Eastwick. En 2012 en la televisión interpreta a Viviane en Heridos Corazones y Maria Joaquina en Carrusel, papel con el cual consiguió gran fama y amor de los fanes de la telenovela. El 14 de octubre de 2012 se reveló que Larissa Manoela esta en etapa de producción de su primer álbum de estudio en colaboración con el productor musical Arnaldo Saccomani y se dará a conocer en el 2013, hasta ahora se sabe que entre su repertorio estará "Beijo, beijinho,beijão" canción que fue muy exitosa entre los pequeños brasileños. Su contrato fue renovado con SBT en noviembre, por lo que fue seleccionada para participar en la adaptación de Chiquititas, pero la dirección de la serie de televisión emisora decidió dar un descanso a la actriz y fue reemplazado por Inhudes Livia. Pronto, la actriz participó en Carrusel TV como periodista Maria Joaquina, una manera de difundir Chiquititas. Recientemente se dio a conocer que dará vida a los personajes de "Manuela" y "Isabela", en la versión brasileña de la telenovela mexicana Cómplices al rescate, elegida por SBT para reemplazar Chiquititas.

## Filmografía

### Televisión
| Año         | Título                                | Personaje                                                 | Nota                   |
| ----------- | ------------------------------------- | --------------------------------------------------------- | ---------------------- |
| 2006        | Mothern                               | Ella misma                                                | Participación Especial |
| 2010        | Dalva e Herivelto: uma Canção de Amor | Dalva de Oliveira (Niña)                                  | Coprotagonista         |
| 2010        | Na Fama e Na Lama                     | Lequinha                                                  | Participación Especial |
| 2012        | Corações Feridos                      | Viviane Roma (Vivi)                                       | Participación Especial |
| 2012- 2013  | Carrusel                              | Maria Joaquina Medsen                                     | Protagonista           |
| 2014- 2015  | Patrulla salvadora                    | Maria Joaquina Medsen                                     | Protagonista           |
| 2015 - 2016 | Cúmplices de um Resgate               | Manuela Agnes / Isabela Junqueira                         | Protagonista           |
| 2018- 2020  | As Aventuras de Poliana               | Mirela Delfino                                            | Coprotagónico          |
| 2020        | Dra. Darci                            | Poliana                                                   | Participación Especial |
| 2022        | Além da Ilusão                        | Isadora Camargo Tapajós (Dorinha) / Elisa Camargo Tapajós | Protagonista           |
| 2024        | De Volta aos 15                       | Filipa                                                    | Temporada 3            |
| 2025 - 2026 | Êta Mundo Melhor!                     | Estela                                                    | Protagonista           |

| Año  | Título                                  | Papel          |
| ---- | --------------------------------------- | -------------- |
| 2011 | Essa Maldita Vontade de ser Pássaro     | Pedrita        |
| 2011 | O Palhaço                               | Guilhermina    |
| 2015 | Carrossel: O Filme                      | Maria Joaquina |
| 2016 | Carrossel 2: O Sumiço de Maria Joaquina | Maria Joaquina |
| 2017 | Meus 15 Anos                            | Bia            |
| 2017 | Fala Sério, Mãe!                        | Malu           |
| 2020 | Modo Avión                              | Ana            |
| 2021 | Diarios de un intercambio               | Bárbara        |
| 2021 | Lulli                                   | Lulli          |
| 2023 | Tá Escrito                              | Alice          |
| 2024 | Traição Entre Amigas                    | Penélope       |

### Doblajes
| Año  | Título                              | Voz            |
| ---- | ----------------------------------- | -------------- |
| 2012 | Sítio do Pica-Pau Amarelo           | Narizinho      |
| 2015 | El principito                       | La Niña        |
| 2015 | Snezhnaya koroleva 2: Perezamorozka | Gerda          |
| 2016 | Snezhnaya koroleva 3: Ogon i lyod   | Gerda          |
| 2016 | Carrossel em Desenho Animado        | Maria Joaquina |
| 2018 | Snezhnaya koroleva: Zazerkalye,     | Gerda          |
| 2019 | El príncipe encantador              | Lenore         |
| 2023 | Nina e os Guardiões                 | Nina           |
| 2023 | Trolls Band Together                | Viva           |

## Literatura
| Año  | Título del libro                                                                | Compañía de publicidad |
| ---- | ------------------------------------------------------------------------------- | ---------------------- |
| 2016 | O Diário de Larissa Manoela: A vida, a história e os segredos da jovem estrela. | HarperCollins          |
| 2017 | O Mundo de Larissa Manoela                                                      | HarperCollins          |
| 2018 | Perguntas e Respostas #LariManoela                                              | HarperCollins          |

## Teatro
| Año  | Título                | Papel     | Teatro              | Ciudad         | Producción        | Ref.   |
| ---- | --------------------- | --------- | ------------------- | -------------- | ----------------- | ------ |
| 2009 | The Sound of Music    | Gretl     | Teatro Alfa         | São Paulo      | Möeller & Botelho |        |
| 2010 | Gypsy                 | Baby June | Teatro Alfa         | São Paulo      | Möeller & Botelho |        |
| 2011 | As Bruxas de Eastwick | Niñita    | Teatro Bradesco     | São Paulo      | Möeller & Botelho | [ 29 ] |
| 2018 | The Sound of Music    | Liesl     | Teatro Renault      | São Paulo      | Möeller & Botelho |        |
| 2018 | The Sound of Music    | Liesl     | Ciudad de las Artes | Río de Janeiro | Möeller & Botelho |        |
| 2024 | The Sound of Music    | Liesl     | Teatro Riachuelo    | Río de Janeiro | Möeller & Botelho |        |
| 2024 | The Sound of Music    | Liesl     | Vibra São Paulo     | São Paulo      | Möeller & Botelho |        |

## Discografía
- Com Você (2014)
- Além do Tempo (2019)
- Menina solta (2020)
- A milhão (2022)

### Sencillos
| Año  | Canción                                         | Álbum         |
| ---- | ----------------------------------------------- | ------------- |
| 2017 | Boy chiclete                                    | -             |
| 2017 | Meu pacto                                       | -             |
| 2017 | No olhar                                        | -             |
| 2017 | Admirador secreto                               | -             |
| 2018 | Rebolar                                         | -             |
| 2018 | Gosto assim                                     | Além do Tempo |
| 2019 | Desencosta                                      | Além do Tempo |
| 2019 | Hoje a noite é nossa                            | Além do Tempo |
| 2019 | Não vou parar                                   | Além do Tempo |
| 2019 | Menina solta                                    | Além do Tempo |
| 2020 | Não era amor                                    | SOLTA         |
| 2020 | Se te olho assim                                | SOLTA         |
| 2020 | Não encosta em mim (con Any Gabrielly y Melody) | -             |
| 2020 | VEM VEM                                         | SOLTA         |
| 2020 | Inesquecível (con Luan Santana)                 | SOLTA         |
| 2020 | Me amo mais                                     | SOLTA         |
| 2021 | Nosso amor (louco)                              | A Milhão      |
| 2021 | Coração a milhão                                | A Milhão      |
| 2021 | Não me esqueco                                  | A Milhão      |
| 2021 | Encenação                                       | A Milhão      |
| 2022 | 2 PALAVRAS                                      | A Milhão      |
| 2022 | Te quero (feat. MC Zaac)                        | A Milhão      |
| 2022 | Tipo FBI                                        | A Milhão      |
| 2022 | Desficava                                       | A Milhão      |
| 2022 | Depois do universo                              | -             |
| 2023 | 2 PALABRAS                                      | -             |
| 2023 | Eres tu                                         | -             |

## Giras musicales
- Com Você Tour (2014)
- Up! Tour (2017-2018)[30]
- Além do Tempo Tour (2019)[31]

## Premios y nominaciones
| Año  | Premiación                 | Nominación                 | Resultado |
| ---- | -------------------------- | -------------------------- | --------- |
| 2012 | Premio Extra de Televisión | Mejor actriz de revelación | Indicada  |
| 2013 | Trofeo de Internet         | Revelación actores mirins  | vencedora |